# تسويق هرمي
التسويق الهرمي أو مشروع الاحتيال الهرمي هو نموذج عمل غير مستقر هدفه جمع المال من أكبر عدد من المشتركين، بينما يكون المستفيد الأكبر هو المتربع على رأس الهرم. يبدأ هذا النموذج بشخص أو شركة في أعلى الهرم يتلخص عملها في إقناع الشخص بالاشتراك أو المساهمة بمبلغ مالي مع الوعد بإعطائه خدمات أو ربح رمزي إن استطاع إقناع آخرين بالاشتراك بعده، بهدف كلما زادت طبقات المشتركين حصل الأول على عمولات أكثر، وكل مشترك يقنع من بعده بالاشتراك مقابل العمولات الكبيرة التي يمكن أن يحصل عليها إذا نجح في ضم مشتركين جدد يلونه في قائمة الأعضاء. ويقوم هذا المشروع بالتركيز على عملية الانخراط وربطها بالبيع بغض النظر عن نوعية المنتج نفسه.

مخطط يوضح فكرة التسويق الهرمي

## المنع بموجب القانون
مشاريع التسويق الهرمي ممنوعة منعا باتا في الدول التي تعرف ضبطا لمجالها الاقتصادي والسياسي، وتصنف من قبيل الغش أو الاحتيال،
 أي أن العدد الأغلب من المشاركين في هذه العملية سوف يخسرون وتكون أرباح المستويات الأعلى على حساب خسائر الناس في المستويات الأدنى. فالربح هنا مبني على خسارة الآخرين.
كما أنه عند الوصول إلى مستوى لا يمكن للناس تجنيد المزيد سينهار النظام وأغلب المشاركين سيخسرون باستثناء الذين في قمة الهرم، كما أن المنتج يكون باهظا مقارنة مع حقيقة تقييمه العلمية.

تُظهر هذه الخريطة البلدان (باللون الأخضر) حيث تعرف مخططات الهرم بأنها غير قانونية.

وعلى الرغم من منع مشاريع الاحتيال الرقمي فإنها قد تتحايل على القوانين بأشكال عديدة، غير قانونية في الكثير من الدول و منها:
الولايات المتحدة، المملكة المتحدة، فرنسا، ألمانيا، هولاندا، الدنمارك، تركيا، أستراليا، كندا، إيطاليا، إسبانيا، الصين، اليابان المملكة العربية السعودية، ماليزيا، إيران، البرازيل.
كانت صحيفة التايمز قد تحدثت عن تحقيق حكومي بخصوص هذا النوع من التسويق الذي يستغل تصديق الناس، وفي نموذج تحقيقها، اتخذت إحدى الشركات التي تدعى AMWAY في بريطانيا، وأكدت أن 10% من أعضاء الشركة قد حققوا ربحا فقط، وواحد من كل 10 أشخاص تمكن من بيع منتج، وحسب البيانات من شركات التسويق الشبكي فان أكثر من 90% يخسرون في هذه العملية؛ حيث إن ربحها يقتصر على الهرم بشكل أساسي، ومبني على خسارة جهد واستثمار الآخرين وبالتالي فهي احتيالية بالأساس.

## التسويق الهرمي والتسويق الشبكي
يجب التمييز بين التسويق الهرمي الذي يطالب فيه المتعاون الجديد بأداء استثمار أولي ويعد بعمولات مقابل إقناع مستثمرين جدد، وبين التسويق الشبكي الذي قد تلجأ له شركات كبرى لتشجيع على جلب زبائن آخرين بمقابل مادي، لكن دون أن يكون على الزبون دفع أو إستثمار ماله الخاص. لكن عمليا، فإن شركات التسويق الهرمي لا تستعمل هذا المصطلح لوصف طريقة عملها وتستعمل مصطلح التسويق الشبكي كغطاء واسم لنشاطها التجاري.

## البيع الهرمي في القانون
قانونيا يعتبر البيع الهرمي ممنوعا بنص قانون في عديد من الدول، إلا أن الشركات الجديدة التي تنشأ تتحايل دائما في إخفاء طريقة عملها ويظل الضحية هو الوحيد الذي بإمكانه كشف ذلك. لكن أمام عدم معرفة زبائن هذه الشركات بعدم قانونية عمل الشركات فانهم غالبا ما يزالون في دوامة البيع الهرمي ويسعون بدل ذلك لجلب ضحايا جدد حتى يتمكنون من إسترجاع استثمارهم الأصلي. مما يجعل من الصعب اكتشاف هذه الشركات ومتابعتها قضائيا.

## الحكم الشرعي في النظام الاقتصادي الإسلامي
من الناحية الشرعية للدين الإسلامي وحسب فتوى لمجمع الفقه الإسلامي فان البيع الهرمي حرام شرعا.
أن هذا النوع من المعاملات محرم، وذلك أن مقصود المعاملة هو العمولات وليس المنتج، فالعمولات تصل إلى عشرات الآلاف، في حين لا يتجاوز ثمن المنتج بضع مئات، وكل عاقل إذا عرض عليه الأمران فسيختار العمولات، ولهذا كان اعتماد هذه الشركات في التسويق والدعاية لمنتجاتها هو إبراز حجم العمولات الكبيرة التي يمكن أن يحصل عليها المشترك، وإغراؤه بالربح الفاحش مقابل مبلغ يسير هو ثمن المنتج، فالمنتج الذي تسوقه هذه الشركات مجرد ستار وذريعة للحصول على العمولات والأرباح. ولما كانت هذه هي حقيقة هذه المعاملة، فهي محرمة شرعا لأمور:
أولًا:
أنها تضمنت الربا بنوعيه، ربا الفضل وربا النسيئة، فالمشترك يدفع مبلغا قليلا من المال ليحصل على مبلغ كبير منه، فهي نقود بنقود مع التفاضل والتأخير، وهذا هو الربا المحرم بالنص والإجماع، والمنتج الذي تبيعه الشركة على العميل ما هو إلا ستار للمبادلة، فهو غير مقصود للمشترك، فلا تأثير له في الحكم.
ثانيًا:
أنها من الغرر المحرم شرعا، لأن المشترك لا يدري هل ينجح في تحصيل العدد المطلوب من المشتركين أم لا ؟ والتسويق الشبكي أو الهرمي مهما استمر فإنه لا بد أن يصل إلى نهاية يتوقف عندها، ولا يدري المشترك حين انضمامه إلى الهرم هل سيكون في الطبقات العليا منه فيكون رابحا، أو في الطبقات الدنيا فيكون خاسرا ؟ والواقع أن معظم أعضاء الهرم خاسرون إلا القلة القليلة في أعلاه، فالغالب إذن هو الخسارة، وهذه هي حقيقة الغرر، وهي التردد بين أمرين أغلبهما أخوفهما، وقد نهي النبي ﷺ عن الغرر، كما رواه مسلم في صحيحه.
ثالثا:
ما اشتملت عليه هذه المعاملة من أكل الشركات لأموال الناس بالباطل، حيث لا يستفيد من هذا العقد إلا الشركة ومن ترغب إعطاءه من المشتركين بقصد خدع الآخرين، وهذا الذي جاء النص بتحريمه في قوله تعالى: (يا أيها الذين آمنوا لا تأكلوا أموالكم بينكم بالباطل) النساء/29
رابعا:
ما في هذه المعاملة من الغش والتدليس والتلبيس على الناس، من جهة إظهار المنتج وكأنه هو المقصود من المعاملة والحال خلاف ذلك، ومن جهة إغرائهم بالعمولات الكبيرة التي لا تتحقق غالبا، وهذا من الغش المحرم شرعا، وقد قال : (من غش فليس مني) رواه مسلم في صحيحه وقال أيضا: (البيعان بالخيار ما لم يتفرقا، فإن صدقا وبينا بورك لهما في بيعهما، وإن كذبا وكتما محقت بركة بيعهما) متفق عليه.
وأما القول بأن هذا التعامل من السمسرة، فهذا غير صحيح، إذ السمسرة عقد يحصل السمسار بموجبه على أجر لقاء بيع السلعة، أما التسويق الشبكي فإن المشترك هو الذي يدفع الأجر لتسويق المنتج، كما أن السمسرة مقصودها تسويق السلعة حقيقة، بخلاف التسويق الشبكي فإن المقصود الحقيقي منه هو تسويق العمولات وليس المنتج، ولهذا فإن المشترك يسوق لمن يسوق لمن يسوق، هكذا بخلاف السمسرة التي يسوق فيها السمسار لمن يريد السلعة حقيقة، فالفرق بين الأمرين ظاهر.
وأما القول بأن العمولات من باب الهبة فليس بصحيح، ولو سلم فليس كل هبة جائزة شرعا، فالهبة على القرض ربا، ولذلك قال عبد الله بن سلام لأبي بردة رضي الله عنهما: (إنك في أرض، الربا فيها فاش، فإذا كان لك على رجل حق فأهدى إليك حمل تبن أو حمل شعير أو حمل قت فإنه ربا) رواه البخاري في الصحيح.
والهبة تأخذ حكم السبب الذي وجدت لأجله، ولذلك قال  – في العامل الذي جاء يقول: هذا لكم وهذا أهدي إلي، فقال : (أفلا جلست في بيت أبيك وأمك فتنظر أيهدى إليك أم لا ؟) متفق عليه.
وهذه العمولات إنما وجدت لأجل الاشتراك في التسويق الشبكي، فمهما أعطيت من الأسماء، سواء هدية أو هبة أو غير ذلك، فلا يغير ذلك من حقيقتها وحكمها شيئا. ومما هو جدير بالذكر أن هناك شركات ظهرت في السوق سلكت في تعاملها مسلك التسويق الشبكي أو الهرمي مثل شركة (سمارتس واي) وشركة (جولد كويست) وشركة (سفن دايموند) (كيو نيت) وحكمها لا يختلف عن الشركات السابق ذكرها، وإن اختلفت عن بعضها فيما تعرضه من منتجات.